# Texananus pergradus
Texananus pergradus är en insektsart som beskrevs av Delong 1938. Texananus pergradus ingår i släktet Texananus och familjen dvärgstritar. Inga underarter finns listade i Catalogue of Life.